# BMW・N74エンジン
BMW・N74エンジンとは、BMWのV型12気筒ガソリンエンジンの系列である。

## 概要
ガソリン直噴システムに加え、吸排気可変バルブタイミング機構（ダブルVANOS）を採用。ツインターボを装備する。搭載モデルはロールス・ロイス。6.6L（N74B66型）と6.8L（N74B68型
2009年7月に7シリーズの5代目F型760Liに搭載された。BMW　G12型　7シリーズ　760Liにも引き続きN74B66Bとして搭載グレードが設定されたが、2022年にフルモデルチェンジした7代目7シリーズ（G70型）には使用されず、以後はロールスロイスに搭載されるのみになっている。

## バリエーション
| エンジン型式 | 総排気量         | ボア×ストローク | 最高出力                    | 最大トルク                            | レブリミット | 販売期間     |
| ------------ | ---------------- | --------------- | --------------------------- | ------------------------------------- | ------------ | ------------ |
| N74B60A      | 6.0L (5,972 cc)  | 89.0 × 80.0 mm  | 400 kW (544 PS) / 5,240 rpm | 750 Nm (76.5 kg・m) / 1,500-5,000 rpm | 7,000 rpm    | 2009年7月～  |
| N74B66       | 6.6L (6,592 cc)  | 89.0 × 88.3 mm  | 420 kW (570 PS) / 5,240 rpm | 780 Nm (79.5 kg・m) / 1,500 rpm       |              | 2009年10月～ |
| N74B68       | 6.75L (6,749 cc) |                 | 420 kW (563 hp) / 5,250 rpm | 900 N⋅m (91.8 kg・m) / 1,500 rpm      |              | 2018年6月〜  |

## 搭載車種
N74B60A
- BMW 7シリーズ F01型760i（日本未発売・2009年7月- ）
- BMW 7シリーズ F02型760Li（2009年7月- ）

N74B66
- ロールス・ロイス・ゴースト（2009年10月- )
- ロールス・ロイス・ゴースト EWB（2011年10月- ）
- BMW　G12型　7シリーズ　760Li（2015年 - 2022年）N74B66B

N74B68
- ロールス・ロイス・カリナン（2018年6月- ）
- ロールス・ロイス・ファントム（2018年1月-）